# Salvia chloroleuca
Salvia chloroleuca là một loài thực vật có hoa trong họ Hoa môi. Loài này được Rech.f. & Aellen miêu tả khoa học đầu tiên năm 1952.